# Neuca
Neuca S.A. ist ein polnisches Unternehmen mit Sitz in Toruń, das auf dem Gesundheitsmarkt tätig ist. Hauptzweck des Unternehmens ist der Vertrieb von Medikamenten an Apotheken (Großhandel). Es ist auch in anderen Bereichen des Gesundheitswesens tätig, wie z. B. Herstellung von Arzneimitteln, Nahrungsergänzungsmitteln und Kosmetika unter eigener Marke. Es unternimmt auch klinische Studien, entwirft Lösungen in der Informationstechnologie und ist im E-Commerce tätig. Neuca ist der größte Apothekengroßhändler in Polen.
Am 1. Dezember 2022 veröffentlichte die Zeitung Rzeczpospolita die „Liste der 2000“, d. h. ein Ranking der größten polnischen Unternehmen in Bezug auf den Umsatz. Die Neuca-Gruppe belegte den 2. Platz in der Kategorie Gesundheitswesen und den 43. Platz in der Gesamtwertung.
Neuca ist im polnischen Mittelwerteindex mWIG40 notiert.

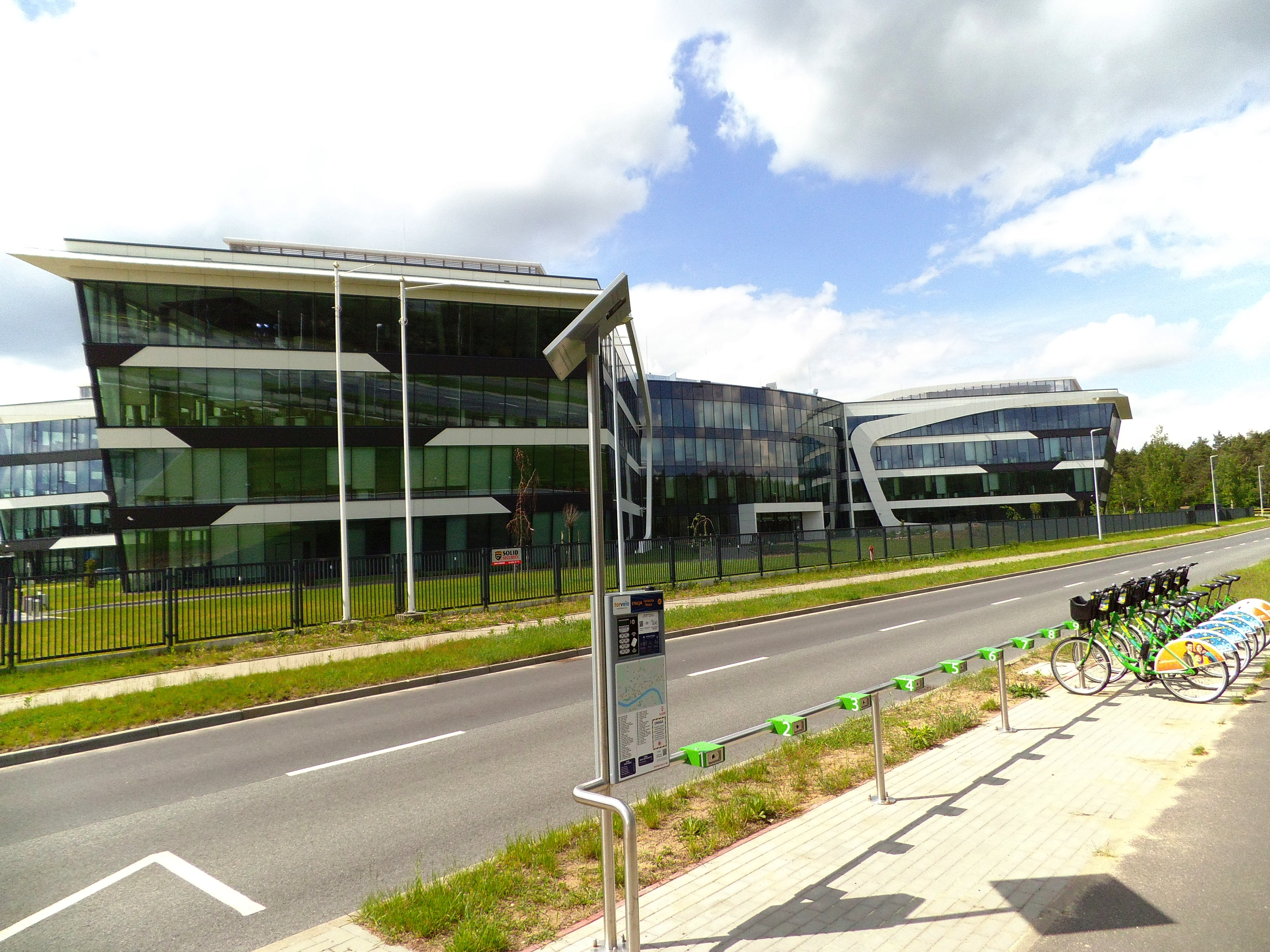
Verwaltungssitz Neuca Toruń

## Geschichte
1990 gründet Kazmierz Herba in Toruń einen pharmazeutischen Großhandel unter dem Namen Torfarm, die 1994 in eine Aktiengesellschaft umgewandelt wird. Kazimierz Herba wird Präsident der Torfarm S.A. Das Unternehmen betreibt keine eigenen Apotheken, um nicht mit den Kunden zu konkurrieren. 2001 deckte das Unternehmen 90 % des Landes mit seinen Aktivitäten ab.
Die Aktien des Unternehmens Torfarm S.A. werden ab 2004 an der Warschauer Börse notiert. 2006 wird die Aktiengesellschaft Świat Zdrowia gegründet, deren Aktionäre Apotheker und Torfarm S.A. sind, um beide Seiten in Partnerschaftsprogrammen zusammenzuführen. 2008 wird Farmada Transport gegründet, deren Aufgabe die landesweite Verteilung von Waren an Apotheken ist. Im gleichen Jahr wird Synoptis Pharma übernommen.
2009 wird Piotr Sucharski, der bisherige Finanzdirektor, Vorstandsvorsitzender und Kazimierz Herba wechselt an die Spitze des Aufsichtsrats. Die Logistik im Konzern wird zentralisiert. Neben dem Betrieb lokaler Lager werden drei moderne Lagerzentren in Kattowitz, Ołtarzew bei Warschau und Gądki bei Posen gebaut.
2010 ändert das Unternehmen seinen Namen in Neuca S.A und es werden Managementfunktionen werden zusammenführt. Torfarm bleibt einer der Großhändler der Gruppe. Bis 2010 wird Neuca zum Marktführer im Apothekengroßhandel mit einem Anteil von 30 % in Polen. 2013 wird Neuca Med gegründet. Damit soll ein Netzwerk von medizinischen Kliniken geschaffen werden, das grundlegende medizinische Dienstleistungen anbietet.
2014 wird der Pharmagroßhändler ACP Pharma übernommen. Der Einstieg in die Telemedizin und klinische Studien wird durch die Übernahme der Firma Pratia im Jahre 2015 vollzogen. 2016 werden Startup-Projekte durchgeführt, als deren Ergebnis die Markteinführung des Telemedizingeräts Diabdis für Diabetiker steht, der E-Commerce-Bereich wird entwickelt, einschließlich der Einführung des Portals Ortopedio.pl. Die Weiterführung des Bereichs Klinische Studien stellt die Übernahme von Clinscience im Jahr 2018 dar. 2020 wurden 40 Prozent der Anteile an KFGN erworben, dem Marktführer für klinische Studienzentren in Deutschland.